# Măldărești (gmina Măldărești)
Măldărești – wieś w Rumunii, w okręgu Vâlcea, w gminie Măldărești. W 2011 roku liczyła 1156 mieszkańców.